# Príncipe e Grande Administrador da Escócia

Brasão do Duque de Rothesay, Conde de Carrick, Príncipe e Grande Administrador da Escócia, Senhor das Ilhas, conforme usado na Escócia, com base no "Estandarte Escocês de Sua Alteza Real", desenhado em 1974 por Sir Iain Moncreiffe, Albany Herald: Trimestrais 1 e 4: Ou, uma faixa xadrez argent e azul (Grande Administrador da Escócia (armas do Clã Stuart)); 2 e 3: Argent, uma galera sable (Senhor das Ilhas) no geral um escudo das armas reais da Escócia com uma etiqueta de três pontas azuis (Duque de Rothesay, sendo as armas do Rei da Escócia diferenciadas para um filho mais velho).

Príncipe e Grande Administrador da Escócia é um dos vários títulos do herdeiro aparente do trono britânico. O atual detentor desses títulos é o Príncipe Guilherme conjuntamente com outros títulos escoceses como Duque de Rothesay, Conde de Carrick, Lorde das Ilhas e Barão de Renfrew, sendo titulado fora da Escócia como Príncipe de Gales.

## Principado da Escócia
O Principado da Escócia surgiu numa época em que a Escócia era um reino separado antes de entrar em união política com a Inglaterra em 1707. O título era detido como um apanágio pelo herdeiro aparente do trono escocês e ainda é investido no herdeiro aparente do trono britânico.  Além de ser Príncipe e Grande Administrador da Escócia, o herdeiro aparente também é Duque de Rothesay, Conde de Carrick, Barão de Renfrew e Lorde das Ilhas. 

Nos tempos modernos, o príncipe continua sendo o superior supremo nessas terras (enquanto a Coroa desempenha esse papel no resto da Escócia). A Lei de Abolição da Posse Feudal etc. (Escócia) de 2000, no entanto, aboliu a maioria dos deveres e privilégios feudais restantes vinculados ao principado,  deixando o status do príncipe principalmente como titular. Antes da Lei de 2000, o principado era totalmente cedido aos inquilinos e gerava uma pequena renda. Todos os títulos de propriedade em Ayrshire e Renfrewshire devem ser selados com o selo do príncipe. As receitas obtidas com as relações feudais eram contabilizadas como rendimento do Ducado da Cornualha, uma propriedade mais substancial também detida pelo filho mais velho do monarca, que é o herdeiro aparente.  

Brasão de Stuart, Grande Administrador Hereditário da Escócia: Ou, uma faixa xadrez prateada e azul, adotada no início da era da heráldica, c.1200-1215. Parte do papel do Alto Administrador era administrar as finanças do Rei, cuja contabilidade era realizada em um pano xadrez (como no Tesouro na Inglaterra) para ajudá-los a contar moedas, daí o fess chequy

## Grande Administrador
O Grande Administrador da Escócia, também conhecido como Alto Administrador da Escócia, é um oficial que controla os assuntos domésticos de uma casa real. No século XII, o rei David I da Escócia deu o título a Walter Fitz Alan, um nobre da Bretanha, cujos descendentes adotaram o sobrenome "Steward", mais tarde "Stewart" e mais tarde fundaram a Casa Real de Stuart .  Um ramo júnior da família Stewart descendia do filho mais novo de Alexander Stuart, 4º Alto Administrador da Escócia (falecido em 1283), a saber, " Stewart de Darnley ", ancestrais paternos do Rei Jaime I e VI, viveram por várias gerações na França, quando o nome passou a ser escrito à maneira francesa "Stuart" e "Dernelé".  Em 1371 , Robert Stuart, 7º Alto Administrador da Escócia, herdou o trono da Escócia por meio de sua mãe e se tornou o Rei Roberto II da Escócia, quando o título ou cargo de Alto Administrador da Escócia foi incorporado à coroa. No entanto, foi reconcedido pelo monarca ao seu filho mais velho e herdeiro aparente, juntamente com os títulos de Duque de Rothesay (criado em 1398), Barão de Renfrew (criado em 1404), Conde de Carrick (criado em 1186) e Lorde das Ilhas (criado por volta de 875). Assim, atualmente, o Príncipe de Gales é o Grande Administrador da Escócia, às vezes conhecido como Príncipe e Grande Administrador da Escócia.  

## Uso dos títulos
Desde que Jaime VI também se tornou Rei da Inglaterra e da Irlanda em 1603, os títulos caíram em desuso, e o titular a partir de então passou a ser também Duque da Cornualha, Príncipe de Gales e Duque de Rothesay, que eram preferidos e agora raramente são mencionados, exceto como o último na lista convencional de títulos do Príncipe de Gales.

Semelhante ao processo de consentimento da Coroa, o Parlamento não debaterá se um projeto de lei que afeta (direta ou implicitamente) a propriedade pessoal ou os interesses do Príncipe e Grande Administrador da Escócia será aprovado, a menos que tal consentimento a essas disposições tenha sido manifestado em uma reunião do Parlamento. No Parlamento Escocês, esse consentimento é expresso por um membro do Governo Escocês . 